# Paranoid
Paranoid — второй студийный альбом британской рок-группы Black Sabbath, записанный в лондонской Regent Sound Studios продюсером Роджером Бэйном и вышедший в 1970 году. Был издан на лейблах Vertigo Records в Англии и Warner Bros. Records в США. Альбом содержит одни из самых известных песен группы, в том числе «Iron Man», «War Pigs» и заглавный трек «Paranoid», который достиг 4-го места в британских чартах. 10 октября 1970 года альбом поднялся на вершину UK Albums Chart, вытеснив с первого места Bridge Over Troubled Water Саймона и Гарфанкла; в США он достиг 12-го места.
Альбом часто называют ключевым фактором, повлиявшим на развитие музыкального жанра хеви-метал, а также одним из самых ранних его альбомов. В 2017 году журнал Rolling Stone поместил Paranoid на первое место в списке «100 величайших металлических альбомов всех времён». Paranoid был единственным альбомом группы, который возглавил британский чарт альбомов до выхода альбома 13 в 2013 году.

## История записи альбома
После успешного выпуска дебютного альбома Black Sabbath вернулись в студию с продюсером Роджером Бэйном в июне 1970 года, всего через четыре месяца после выхода альбома. Paranoid был записан на студиях Regent Sound Studios и Island Studios в Лондоне, Англия.

Оформление оригинального LP альбома.

Рабочее название выпускаемого диска было War Pigs (Военные свиньи), однако от него пришлось отказаться, так как компания звукозаписи опасалась негативной реакции в США, которые вели войну во Вьетнаме. Тем не менее антивоенная направленность сохранилась в оформлении альбома: её символизировал искажённый фотографический образ выскочившего из-за дерева человека со щитом и мечом в руках. Оригинальный британский виниловый релиз был в разворотном конверте с чёрно-белой фотографией группы, позирующей на открытом воздухе на лужайке.
Большинство песен альбома были написаны во время импровизационных джемов на сцене. В документальном фильме Classic Albums о создании Paranoid гитарист Тони Айомми вспоминает, что «War Pigs» пришла из «одного из клубов». В том же документальном фильме Айомми демонстрирует свой подход к гитарному соло в песне, объясняя, что «он всегда старался использовать нижние струны, чтобы они дополняли верхние».
Заглавная композиция была написана прямо в студии за 25 минут.
У нас просто было недостаточно материала для нового альбома. Тогда Тони просто стал играть Paranoid на гитаре. Нам понадобилось от 20 до 25 минут, чтоб записать его.Билл Уорд
В примечаниях к концертному альбому Reunion 1998 года басист Гизер Батлер сообщал редактору журнала Kerrang! Филу Александру, что они написали песню «за пять минут, затем я сел и написал текст так быстро, как только мог, примерно за два часа». По мнению Александра, Paranoid «выкристаллизовал процесс написания музыки в группе: Айомми формировал идеи своими обжигающими риффами, Оззи прорабатывал мелодию, Гизер обеспечивал драйв и писал бо́льшую часть текстов, а Билл Уорд создавал мощные ритмы под грохот баса Батлера».
Альбом разошёлся только в США 4-миллионным тиражом, хоть и практически не звучал в то время на радио. В Британии альбом стал золотым.

## О песнях альбома
Вступительный трек альбома «War Pigs» изначально планировалось назвать «Walpurgis». Автор большинства текстов альбома Гизер Батлер объяснил причину изменения названия в документальном фильме Classic Albums следующим образом:
«Я хотел написать песню под названием „Walpurgis“ — что означает „Вальпургиева ночь“, это что-то вроде сатанинского Рождества — написать её о том, что сатана — это не духовная вещь, а поджигатели войны. Вот кто настоящие сатанисты, все эти люди, которые пытались заставить рабочий класс вести войны за них. Мы отправили это звукозаписывающей компании, и они сказали: „Нет, мы не собираемся называть это так. Звучит слишком сатанински!“. Поэтому я и изменил название. Затем мы хотели назвать наш альбом „War Pigs“, но звукозаписывающая компания предложила вариант „Paranoid“, потому что они видели бо́льший коммерческий потенциал в этом сингле».
В своей автобиографии вокалист Оззи Осборн вспоминал: «Гизер писал тяжёлые тексты о смерти и разрушении. Неудивительно, что на наших концертах никогда не было девушек. Гизера просто не интересовали обычные текста поп-песен по типу „я люблю тебя“. Ему нравилось вкладывать в наши песни много актуальных вещей, например, отсылок к Вьетнаму».
В 2013 году Батлер рассказал журналу Mojo, что песня «Paranoid» была «о депрессии, потому что я действительно не знал разницы между депрессией и паранойей». В интервью Classic Rock Батлер делился: «Раньше я был закройщиком. Я резал себе руки, протыкал пальцы булавками и тому подобное. Раньше я впадал в настоящую депрессию, и музыка была единственной вещью, которая могла бы вывести меня из неё. Если бы группа распалась, я бы давно был мёртв».
«Planet Caravan» была необычайно тихой песней, которая продемонстрировала, что группа способна на большее, чем просто сокрушительные гитарные риффы. Айомми признал, что у группы были сомнения по поводу мягкого номера, сказав Classic Albums: «Мы сомневались: „Должны ли мы это сделать?“», а Батлер добавил: «Мы спонтанно придумали это в студии, и мы не хотели рассказывать обычную любовную чушь». В «Planet Caravan» Оззи Осборн поёт через динамик Лесли.
«Iron Man» изначально называлась «Iron Bloke». Услышав, как Айомми впервые играет основной гитарный рифф, Оззи заметил, что это звучало «как будто ходит большой железный парень». Позже название было изменено на «Iron Man». Заглавный рифф песни является культовым среди гитаристов хеви-метала: Осборн заявил в своих мемуарах, что «Тони Айомми оказался одним из величайших создателей хеви-рок-риффов всех времён. В какую бы студию бы мы ни приходили, мы на спор старались сыграть что-то круче его последнего риффа — а он придумывал что-то вроде „Iron Man“ и сносил всем крышу». Сюжет песни заключается в том, что человек путешествует в будущее и становится свидетелем апокалипсиса. В процессе возвращения в настоящее он превращается в сталь магнитным полем. Его попытки предупредить население игнорируются и высмеиваются. Это заставляет Железного Человека злиться и мстить, вызывая разрушения, видимые в его видении.
«Electric Funeral» представляет мир, разрушенный ядерной войной.
«Hand of Doom» посвящена наркотической зависимости солдат, вернувшихся с войны во Вьетнаме, чему группа стала свидетелем воочию, когда выступала на двух базах американской армии. По словам Гизера Батлера, он был потрясён тем, что в новостях ничего не было сказано об этом. Не было программ, рассказывающих вам об этих проблемах американские войск во Вьетнаме, не было ничего. Это просто застряло у меня в голове, и когда мы дошли до написания текста, об этом я и написал.
По словам Батлера, барабанное соло Уорда «Rat Salad» возникло из-за того, что в начале своей карьеры группе приходилось играть по 8 и 3/4 часа за вечер в Европе. «Раньше Билл тратил целых 45 минут на барабанное соло, просто чтобы избавиться от этих 45 минут», — признался он в Classic Albums. «Однако я понятия не имею, откуда взялось это название». Хотя Батлер, возможно, уже забыл, откуда взялось название, в 1971 году он официально заявлял, что оно произошло из-за шутки о том, что волосы Уорда не были причесаны.

## Критика альбома
В целом, как отмечали критики, второй альбом отличался от первого более заострённым звучанием, сравнительно компактными аранжировками и меньшим количеством продолжительных импровизаций. Первоначальная реакция прессы на него (как и на все ранние релизы группы) была, в основном, негативной. В ретроспективе альбом стал считаться классическим в своём жанре. Обозреватель сайта AllMusic Стив Хьюи назвал Paranoid одним из наиболее влиятельных альбомов в жанре хеви-метал:

Paranoid был не только самым популярным из дисков Black Sabbath… он также являет собой один из величайших и самых влиятельных альбомов всех времён в жанре хеви-метал. В этом студийнике группа отточила свой характерный фирменный саунд — оглушающие заупокойные композиции в миноре, изначально основанные на тяжёлом блюз-роке — и применила к единообразному набору песен с легко запоминающимися риффами, большинство из которых сейчас считается нетленной классикой хеви-метал.
— Стив Хьюи, AllMusic
В 2002 году альбом занял 3-ю позицию в рейтинге «100 лучших рок-альбомов всех времён» по версии журнала Classic Rock.
В 2011 году журнал Metal Hammer поместил в свой список ста лучших кавер-версий пять песен из альбома: «War Pigs» (Faith No More) — 26-е место, «Hand of Doom» (Slayer) — 55-е место, «Paranoid» (Megadeth) — 60-е место, «Electric Funeral» (Pantera) — 69-е место, и «Iron Man» (Шетнер, Уильям) — 86-е место.
В 1989 году Kerrang! журнал поместил альбом на 39-е место среди «100 величайших хеви-металлических альбомов всех времён».
В 2003 году альбом занял 130-е место в списке 500 величайших альбомов всех времён по версии журнала Rolling Stone, 131-е место в пересмотренном списке 2012 года, и 139-е место в пересмотренном списке 2020 года.
В 2006 году альбом занял 6-е место в списке 100 величайших гитарных альбомов всех времён по версии журнала Guitar World. В 2010 году Paranoid был включен в серию документальных фильмов Classic Albums, в которых рассматриваются альбомы, «считающиеся лучшими или наиболее выдающимися среди известных групп или музыкантов или иллюстрирующие этап в истории музыки».

## Список композиций
Слова и музыка всех песен — Оззи Осборн, Тони Айомми, Гизер Батлер, Билл Уорд.
| №                   | Название             | Длительность |
| ------------------- | -------------------- | ------------ |
| 1.                  | «War Pigs»           | 7:58         |
| 2.                  | «Paranoid»           | 2:52         |
| 3.                  | «Planet Caravan»     | 4:34         |
| 4.                  | «Iron Man»           | 5:58         |
| 5.                  | «Electric Funeral»   | 4:52         |
| 6.                  | «Hand of Doom»       | 7:09         |
| 7.                  | «Rat Salad»          | 2:30         |
| 8.                  | «Fairies Wear Boots» | 6:13         |
| Общая длительность: | Общая длительность:  | 42:16        |

В американском издании «War Pigs» значилась как «War Pigs/Luke’s Wall», а «Fairies Wear Boots» как «Jack the Stripper/Fairies Wear Boots».

## Участники записи
- Оззи Осборн — вокал;
- Тони Айомми — гитара;
- Гизер Батлер — бас-гитара;
- Билл Уорд — ударные;

Технический состав
- Роджер Бэйн — продюсер
- Киф (Keef; Keith McMillan) — дизайн
- Том «Полковник» Аллом — инженер
- Брайан Хамфрис — инженер[12]

## Сертификации
| Регион | Сертификация  | Продажи    |
| --- | ------------- | ---------- |
| Австралия (ARIA) | Золотой       | 20 000^    |
| Великобритания (BPI) | Золотой       | 100 000^   |
| Великобритания (BPI) · переиздание 2008 года                                                                                              | Платиновый    | 300 000    |
| Германия (BVMI) | Золотой       | 250 000    |
| Дания (IFPI Danmark) | Золотой       | 10 000     |
| Италия (FIMI) · 2014 release | Платиновый    | 50 000     |
| Канада (Music Canada) | Платиновый    | 100 000^   |
| США (RIAA) | 4× Платиновый | 4 000 000^ |
| ^ Данные о тиражах приведены только на основе сертификации. · Данные о продажах + прослушиваниях приведены только на основе сертификации. |               |            |